# Last Cab to Darwin
Last Cab to Darwin  è un film del 2015 diretto, co-sceneggiato e co-prodotto da Jeremy Sims.
È basato sull'omonima pièce teatrale del 2003 scritta da Reg Cribb, qui nelle vesti di sceneggiatore, e prodotta da Sims, a sua volta ispirata alla storia vera di Max Bell, un tassista a cui venne diagnosticato il cancro nei primi anni novanta.

## Trama
A Rex, un anziano tassista di Broken Hill, viene diagnosticato un cancro che gli lascia pochi mesi di vita. Deciso a compiere l'eutanasia in una clinica specializzata, Rex parte con il suo mezzo alla volta di Darwin, in un viaggio in cui incontrerà diversi personaggi che lo porteranno a riflettere sul valore della vita.

## Produzione

### Sviluppo
Nel dicembre del 2012, Michael Caton, Jacki Weaver e Ningali Lawford sono entrati nel cast. Nell'ottobre del 2013, il progetto è stato uno dei sei film ad essere riconosciuto di validità culturale da parte del governo australiano, che ha stanziato 5.4 milioni di dollari come budget. Nel febbraio del 2014, Emma Hamilton è entrata nel cast nel ruolo di un'infermiera inglese, ora backpacker in vacanza in Australia. Prima del coinvolgimento della Hamilton, si era fatto il nome di Rebel Wilson per il suo ruolo.

### Riprese
Le riprese si sono tenute tra i mesi di maggio e giugno del 2014.

## Accoglienza

### Incassi
Il film ha incassato 5.5 milioni di dollari al botteghino australiano.

### Critica
Last Cab to Darwin è stato accolto positivamente dalla critica. Sull'aggregatore di recensioni online Rotten Tomatoes detiene una percentuale dell'86% di giudizi positivi.

## Riconoscimenti
- 2015/II - AACTA Awards[9]
  - Miglior attore a Michael Caton
  - Miglior sceneggiatura non originale a Jeremy Sims e Reg Cribb
  - Candidatura per il miglior film
  - Candidatura per il miglior regista a Jeremy Sims
  - Candidatura per la migliore attrice a Ningali Lawford
  - Candidatura per il miglior attore non protagonista a Mark Coles Smith
  - Candidatura per la migliore attrice non protagonista a Emma Hamilton
  - Candidatura per la migliore fotografia a Steve Arnold
  - Candidatura per il People's Choice Award for Favourite Australian Film